# Скіфський одяг

## Чоловічий одяг
Чоловічий одяг скіфів складався з сорочки, розстібного каптана та широких штанів. Сорочка була з довгими рукавами та носилася заправленою в штани. Всі каптани були обов'язково підперезані шкіряним поясом, оздобленим бляхами. В царів нашиті бляшки з чеканкою були золотими, срібними, a в простих скіфів - бронзові. Такі ж самі пояси носили і жінки.  Каптани були прикрашені хутровим облямуванням. Штани були досить широкими та довгими і носилися заправленими в невисокі чоботи. Штани скіфи підв'язували біля кісточок. Чоловіки носили довге волосся, яке підв'язували шкіряною пов'язкою або підтримували металевим ободом. Головним убором скіфів служила шапка-ковпак з повсті або шкіри, яка звисала з боків та ззаду - на спину.

### Військовий одяг
Воїни-скіфи носили шкіряну безрукавку, покриту металевими пластинами, широкий шкіряний пояс з металевими пластинами та шолом на голову. Основними видами озброєння були списи, мечі, стріли та лук. Для захисту використовували овальні щити, покриті металевою лускою. До поясу скіфи підвішували з лівого боку - сагайдак, а з правого - меч. 
На фресках Пантикапеї, які досліджував В. В. Стасов зображені скіфські воїни. Їхній одяг складається з червоних плащів та такого ж кольору штанів або з синіх накидок-плащів та також кольору штанів заправлених в жовті чоботи. Скіфський чоловічий одяг був прикрашений на плечах, біля рук внизу, а також прикрашалися шкіряні пов'язки та шапки на облямівці смужками з нашитими бляшками. У менш знатних та багатих, на тих самих місцях були вишиті або виткані смужки.
Молоді скіфи бороди не носили, а старші скіфи носили бороду.
На шиї скіфи носили гривні або обручі, золоті, срібні, бронзові. Золоті сережки в правому вусі. На кистях рук носили браслети-поручі.

## Жіночий одяг
Який одяг носили скіфські жінки точно невідомо. На шиї вони носили гривні, на скронях - підвіски і на руках носили браслети. На голові жінки носили  калафи. Скіфські калафи були у вигляді циліндра, що незначно розширювався доверху. Ззаду на калаф накидалося покривало, оздоблене по краях нашитими бляшками. Калафи були зі шкіри, що кріпилася на дерев'яному обручі. Передня частина прикрашалася рядами нашитих поперечних бляшок. Накидка на голову була ймовірно з тонкої тканини червоного кольору.

Жінки скіфів з троянської колони
Жінки зі скіфських теракотових виробів

Заможні скіфи носили одяг червоного або синього кольорів.  Одяг прикрашали рослинним орнаментом червоного та зеленого кольору.

## Див також
Одяг запорізьких козаків